# Swartzita
La swartzita és un mineral de la classe dels carbonats. Rep el seu nom en honor de Charles Kephart Swartz (1861-1949), professor de geologia de la Universitat Johns Hopkins, a Baltimore (Maryland, Estats Units).

## Característiques
La swartzita és un carbonat de fórmula química CaMg(UO₂)(CO₃)₃·12H₂O. Cristal·litza en el sistema monoclínic en forma de cristalls d'aproximadament 0,3 mm, prismàtics al llarg de [001] o en forma de crostes eflorescents.
Segons la classificació de Nickel-Strunz, la swartzita pertany a «02.ED: Uranil carbonats, amb relació UO₂:CO₃ = 1:3» juntament amb els següents minerals: bayleyita, albrechtschraufita, liebigita, rabbittita, andersonita, grimselita, widenmannita, znucalita, čejkaïta i agricolaïta.

## Formació i jaciments
La swartzita va ser descoberta l'any 1948 a la mina Hillside, a Bozarth Mesa, al Comtat de Yavapai (Arizona, Estats Units). En aquest mateix país també ha estat trobada a dos indrets de Colorado i un de Utah.
Ha estat trobada associada als següents minerals: guix, schröckingerita, andersonita, bayleyita (mina d'Hillside, Arizona, EUA).